# Nexus S
Nexus S er en smartphone produceret af søgegiganten Google og elektronikfabrikanten Samsung. Nexus S er en efterfølger til Nexus One, der blev produceret i samarbejde med HTC. Nexus S var flagskibsproduktet for version 2.3 af Google Android, også kendt under kodenavnet "Gingerbread".
Den 27.juni 2012, præsenterede Google en ny version af styresystemet Android, Jelly Bean . Denne version blev tilgængelig for brugere af Nexus S i løbet af juli måned, 2012.
Modsat tidligere Android telefoner, kunde Googles Nexus serie opdateres direkte, uden modificeringer af producenten af telefonen. Det betød, at googles opdatering af Android var klar til Nexus serien før alle andre Android telefoner.